# Buenaventura Malayo Famadico
Buenaventura Malayo Famadico (Sinh 1956) là một Giám mục người Philippines của Giáo hội Công giáo Rôma. Ông hiện đảm trách vị trí Giám mục chính tòa Giáo phận San Pablo. Trước đó, ông còn đảm trách nhiều cương vị khác như Giám mục phụ tá Tổng giáo phận Lipa và Giám mục chính tòa Giáo phận Gumaca.

## Tiểu sử
Tổng giám mục Buenaventura Malayo Famadico sinh ngày 13 tháng 7 năm 1956, tại Banton, Romblon, thuộc Philippines. Sau quá trình tu học dài hạn tại các cơ sở chủng viện theo quy định của Giáo luật, ngày 25 tháng 10 năm 1983, Phó tế Famadico, 27 tuổi, tiến đến việc được truyền chức linh mục. Tân linh mục cũng là thành viên linh mục đoàn Hạt Đại diện Tông Tòa Calapan.
Sau gần 20 năm thực hiện các nghi thức mục vụ tôn giáo trên cương vị là một linh mục, ngày 6 tháng 4 năm 2002, tin tức từ Tòa Thánh xác nhận thông tin Giáo hoàng đã xác nhận việc tuyển lựa linh mục Buenaventura Malayo Famadico, 46 tuổi, gia nhập Giám mục đoàn Công giáo hoàn vũ, với vị trí được trao phó là Giám mục Phụ tá Tổng giáo phận Lipa và danh hiệu Giám mục Hiệu tòa Urusi. Lễ tấn phong cho vị giám mục tân cử được tổ chức sau đó vào ngày 19 tháng 6 cùng năm, với phần nghi thức chính yếu được cử hành cách trọng thể bởi 3 giáo sĩ cấp cao. Chủ phong cho tân giám mục là Tổng giám mục Antonio Franco, Sứ thần Tòa Thánh tại Philippines. Hai vị còn lại, với vai trò phụ phong, gồm có Tổng giám mục Gaudencio Borbon Rosales, Tổng giám mục Tổng giáo phận Lipa và Giám mục Warlito Itucas Cajandig, Đại diện Tông Tòa Hạt Đại diện Tông Tòa Calapan. Tân giám mục chọn cho mình châm ngôn:Maghari ka sa Amin.
Chỉ hơn 1 năm sau ngày được bổ nhiệm làm Giám mục Phụ tá Lipa, Tòa Thánh bất ngờ loan báo đã quyết định thuyên Giám mục Famadico đến nhiệm sở mới, cụ thể là Giáo phận Gumaca với vị trí là Giám mục chính tòa. Quyết định nêu trên của Tòa Thánh được công bố cách rộng rãi vào ngày 11 tháng 6 năm 2003. Tân giám mục Gumaca đã đến nhận sứ vụ của mình cách chính thức vào ngày 14 tháng 7 cùng năm.
Công việc của Giám mục Famadico, khi ngày 25 tháng 1 năm 2013, một lần nữa, nhiệm sở giám mục này lại thay đổi, với quyết định từ Tòa Thánh, chọn Giám mục này là Giám mục chính tòa Giáo phận San Pablo.